# Atención sanitaria en Suecia
El sistema de atención sanitaria sueco es un sistema financiado con fondos públicos. Está dividido informalmente en 8 secciones: "Atención cercana al hogar" (clínicas de atención primaria, clínicas de atención de maternidad, clínicas de pacientes psiquiátricos, etc.), atención de emergencia, atención electiva, atención de pacientes internados, atención de pacientes ambulatorios, atención de especialista y atención dental.

La atención sanitaria está controlada por los 21 Landsting (Consejos de Condado de Suecia) de Suecia, que actúan sobre las recomendaciones generales del parlamento, y delegan el control local a los municipios. Reglamentos, los tiempos de espera de pacientes y las tasas varían en las diferentes Landsting.

Cuando un médico declara a un paciente enfermo por la razón que sea (mediante la firma de un certificado de enfermedad o incapacidad), al paciente se le paga un porcentaje de su salario diario normal a partir del segundo día. [cita requerida] Durante los primeros 14 días, el empleador tiene la obligación de pagar ese salario, y después de eso el estado paga el salario hasta que el paciente es declarado apto. [cita requerida]

El estado también reembolsa a los pacientes por los gastos de viaje hacia y desde la clínica u hospital. [cita requerida]

## Estadísticas
El sistema sanitario sueco muestra buenas cifras en comparación con otros sistemas de atención de salud, con un alto número de médicos y enfermeras en comparación con la población, con una gran cantidad de los costos de atención de la salud pagados por el estado pero con un bajo gasto en salud en comparación con el PIB.
| País         | Esperanza de vida | Tasa de mortalidad infantil | Médicos cada 1000 habitantes | Enfermeras cada 1000 habitantes | Gasto per cápita en salud (USD) | Costos de asistencia sanitaria en porcentaje del PIB | % de los ingresos del gobierno dedicado a la salud | % de los gastos de salud pagados por el gobierno |
| ------------ | ----------------- | --------------------------- | ---------------------------- | ------------------------------- | ------------------------------- | ---------------------------------------------------- | -------------------------------------------------- | ------------------------------------------------ |
| Australia    | 83,0              | 5,0                         | 2,47                         | 9,71                            | 2.619                           | 10,5                                                 | 17,7                                               | 67,5                                             |
| Canadá       | 82,5              | 5,0                         | 2,14                         | 9,95                            | 2.869                           | 10,9                                                 | 16,7                                               | 69,9                                             |
| Francia      | 82,3              | 4,0                         | 3,37                         | 7,24                            | 3.981                           | 11,1                                                 | 14,2                                               | 76,3                                             |
| Alemania     | 81,0              | 4,0                         | 3,37                         | 9,72                            | 3.704                           | 12,1                                                 | 17,6                                               | 78,2                                             |
| Japón        | 84,6              | 3,0                         | 1,98                         | 7,79                            | 2.762                           | 8,9                                                  | 16,8                                               | 81,0                                             |
| Suecia       | 83,0              | 3,0                         | 3,28                         | 10,24                           | 3.349                           | 10,4                                                 | 13,6                                               | 95,2                                             |
| Reino Unido: | 81,0              | 5,0                         | 2,30                         | 12,12                           | 2.928                           | 9,0                                                  | 15,8                                               | 85,7                                             |
| EE. UU.      | 79,8              | 6,0                         | 2,56                         | 9,37                            | 5.511                           | 14,2                                                 | 18,5                                               | 44,6                                             |

[cita requerida]

### Los tiempos de espera
La garantía de la atención sanitaria nacional establece que un paciente debe ser capaz de obtener una cita con un médico de atención primaria dentro de los 5 días de ponerse en contacto con la clínica. Si el médico de cabecera lo envía a un especialista, deben obtener una cita dentro de 30 días, y si el tratamiento es considerado necesario por el especialista, se le debe dar en un plazo de 90 días. Sin embargo, los casos urgentes son siempre priorizados a los casos que emergen, se tratan inmediatamente.

## Crítica
La principal crítica dirigida a la atención de salud sueca es que los tiempos de espera son demasiado largos. Más del 40% de los pacientes de reemplazo de cadera en 2003 tuvo que esperar mucho más tiempo que la promesa máxima del gobierno de 90 días de espera de cola para cirugía de baja prioridad no de emergencia.<ref> Pia Maria Jonsson, Agneta Ekman, Bengt Göran Emitinger, Örjan Ericsson y Stefan Håkansson, "Cuidado de la Salud. Informe de situación de 2003, "La Junta Nacional de Salud y Bienestar, 2003, disponible en http://www.socialstyrelsen.se/NR/rdonlyres/1DA644DE-5036-43C5-A186-3DC31171F021/2519/summary.pdf como de 20 de marzo de 2007.

Mitchell, A. Wess (31 de agosto de 2001). «Sweden Edges Toward Free-Market Medicine Brief Analysis No. 369». NCPA. Archivado desde el original el 19 de noviembre de 2008. Consultado el 19 de noviembre de 2008. «But recently, policy-makers in Stockholm, the capital of Europe’s most heavily socialized Scandinavian state, began implementing market-style reforms that may deprive national health care proponents of their favorite example.» </ ref>